# بت خیله بالا
بت خیله بالا (به انگلیسی: Upper Batkhela) یک منطقهٔ مسکونی در پاکستان است که در خیبر پختونخوا واقع شده‌است.